# Іваницький Тарас Володимирович
Тара́с Володи́мирович Івани́цький  — старший солдат Збройних Сил України, учасник російсько-української війни, що загинув у ході російського вторгнення в Україну в 2022 році.

## Життєпис
Тарас Іваницький народився 26 червня 1992 року в Житомирі в багатодітній родині. Згодом, разом із батьками переїхав до с. Озадівки на Бердичівщині. Закінчивши місцеву загальноосвітню школу, вступив до Бердичевського ПТУ № 4. Тут він здобув професію електромонтера з ремонту та обслуговування електроустаткування. Майже три роки працював у сфері торгівлі — контролером-ревізором у ТОВ «СТАМА». З початком війни на сході України був мобілізований. Починаючи з 2014 року неодноразово перебував на Донбасі в складі АТО та ООС. Служив у 26-й артилерійській бригаді, якій у травні 2019 року було присвоєно ім'я генерал-хорунжого Романа Дашкевича. У 2016 році перевівся до 95-тої окремої десантно-штурмової бригади в рідному Житомирі. У вересні 2020 року звільнився з військової служби. З початком повномасштабного російського вторгнення в Україну старший солдат був призваний 25 лютого 2022 року до лав Збройних Сил України Бердичівським РТЦК та СП. Обіймав військову посаду навідника мінометного взводу мінометної батареї десантно-штурмового батальйону військової частини А0281. Загинув Тарас Іваницький вранці 7 березня 2022 року внаслідок авіаудару в боях на Київщині.
Чин прощання із загиблим проходив 13 березня у селі Висока Піч Тетерівської сільської громади на Житомирщині. Разом із ним поховали земляків — старшину Олександра Раковського та старшого лейтенанта Олександра Шерова, які загинули разом.

## Родина
У загиблого залишилася дружина Тетяна (одружились у серпні 2020 року) та донька Софійка (нар 18 грудня 2021). З двох братів та сестри у лавах ЗСУ також проходить військову службу брат Іван Іваницький.

## Нагороди
- Орден «За мужність» III ступеня (2022, посмертно) — за особисту мужність і самовіддані дії, виявлені у захисті державного суверенітету та територіальної цілісності України, вірність військовій присязі.
- медаль «Учасник АТО» (2018),
- Почесний нагрудний знак «За взірцевість у військовій службі» (2018).
- Грамота за військову службу та мужність (2018),
- Подяка Міністра оборони України за участь у параді (2018).